# Jaws
Jaws — студійний альбом американського джазового саксофоніста Едді Девіса із джазовою органісткою Ширлі Скотт, випущений у 1959 році лейблом Prestige.  

## Опис
Тенор-саксофоніст Едді Девіс та органістка Ширлі Скотт разом очолювали популярне комбо у 1956—60 роках, записавши велику кількість альбомів та популяризувавши орган у джазі. На цій сесії квартет (з басистом Джорджем Дювів'є і ударником Артуром Еджгіллом) виконує вісім свінгових стандартів. 

## Список композицій
1. «I Let a Song Go Out of My Heart» (Дюк Еллінгтон, Джон Редмонд, Ірвінг Міллс) — 5:19
2. «I'll Never Be the Same» (Метті Мелнек, Френк Сіньйореллі) — 4:44
3. «You Stepped Out of a Dream» (Масео Браун) — 4:20
4. «Old Devil Moon» (Бертон Лейн, Їп Гарбург) — 4:26
5. «Too Close for Comfort» (Джеррі Бок, Ларрі Голофсенер, Джордж Девід Вайсс) — 4:18
6. «Body and Soul» (Джонні Грін) — 4:32
7. «But Not for Me» (Джордж Гершвін, Айра Гершвін) — 4:10
8. «Tangerine» (Віктор Шерцінгер, Джонні Мерсер) — 4:53

## Учасники запису
- Едді Девіс — тенор-саксофон
- Ширлі Скотт — орган
- Джордж Дювів'є — контрабас
- Артур Еджгілл — ударні

Технічний персонал
- Есмонд Едвардс — продюсер
- Руді Ван Гелдер — інженер звукозапису
- Айра Гітлер — текст до платівки